# New Concord
New Concord és una població dels Estats Units a l'estat d'Ohio. Segons el cens del 2000 tenia 2.651 habitants.

## Demografia
Segons el cens del 2000, New Concord tenia 2.651 habitants, 672 habitatges, i 376 famílies. La densitat de població era de 682,4 habitants per km².
Dels 672 habitatges en un 26,8% hi vivien nens de menys de 18 anys, en un 44,5% hi vivien parelles casades, en un 9,7% dones solteres, i en un 44% no eren unitats familiars. En el 36,3% dels habitatges hi vivien persones soles el 15,5% de les quals corresponia a persones de 65 anys o més que vivien soles. El nombre mitjà de persones vivint en cada habitatge era de 2,24 i el nombre mitjà de persones que vivien en cada família era de 2,93.
Per edats la població es repartia de la següent manera: un 12,7% tenia menys de 18 anys, un 48,5% entre 18 i 24, un 13,6% entre 25 i 44, un 12,8% de 45 a 60 i un 12,4% 65 anys o més.
L'edat mediana era de 22 anys. Per cada 100 dones de 18 o més anys hi havia 85,3 homes.
La renda mediana per habitatge era de 27.011 $ i la renda mediana per família de 43.333 $. Els homes tenien una renda mediana de 34.750 $ mentre que les dones 25.583 $. La renda per capita de la població era de 17.973 $. Aproximadament el 16,1% de les famílies i el 24,6% de la població estaven per davall del llindar de pobresa.

## Poblacions més properes
El següent diagrama mostra les poblacions més properes.